# Ismael Bruno Quijano
Ismael E. Bruno Quijano (Goya, 22 de febrero de 1925 - Buenos Aires, 1983) fue un abogado argentino, que ejerció como ministro de Trabajo de su país durante la presidencia de Arturo Frondizi y ministro de Justicia durante la dictadura de Alejandro Agustín Lanusse.

## Biografía
Era sobrino de Juan Hortensio Quijano y su secretario mientras fue vicepresidente.
Se asoció al estudio jurídico Revergnini-Robiola, y entre sus clientes más notorios estuvieron Alfredo Fortabat y Aristóteles Onassis. Fue profesor titular de derecho comercial en la Universidad de Buenos Aires. Formó parte del Centro de Estudios Nacionales, fundado por Rogelio Frigerio y Arturo Frondizi.
En enero de 1958, escribió el libro El Endoso, publicado por la editorial Abeledo-Perrot. 
En 1958, fue nombrado subsecretario de Justicia del Gobierno de Frondizi, durante la gestión de Luis Rafael Mac Kay, y tuvo actuaciones marginales en los conflictos con la CGT y en la aplicación del Plan Conintes para reprimir a los huelguistas. En junio de 1961 fue nombrado ministro de Trabajo. Durante su gestión se dejó sin efecto el Plan Conintes, que fue reemplazado por la aplicación a los huelguistas de la Ley 15.293 de Represión del Terrorismo aprobada el 21 de julio de 1960, que ampliaba las facultades represivas y judiciales de las fuerzas armadas, especialmente en los casos de sabotaje.
Durante la dictadura de Juan Carlos Onganía fue asesor de la Secretaría de Justicia, realizó algunas gestiones para iniciar negociaciones entre Juan Domingo Perón y Pedro Eugenio Aramburu, y se vinculó al general Alejandro Agustín Lanusse, con cuya familia estaba ligada por negocios y en su calidad de abogado. Al servicio de Lanusse, organizó las acciones legales contra Onganía, quien terminó siendo obligado a renunciar en 1970. El dictador Lanusse lo nombró ministro de Justicia en octubre de 1971; su principal tarea fue organizar la salida democrática de la dictadura, habilitando los partidos políticos —todos habían sido declarados disueltos— con sus afiliaciones y la confección del padrón electoral.
En febrero de 1972, fue enviado a Washington a negociar con el Fondo Monetario Internacional nuevas condiciones para la deuda externa. Tras reunirse con varios funcionarios y con el presidente Nixon y con Henry Kissinger, obtuvo algunas concesiones y nuevos créditos del Banco Mundial  y del Citibank. El mismo FMI otorgó a la Argentina un crédito por mil millones de dólares.
En julio de 1972, acusado por un juez de haberlo presionado durante un juicio contra la empresa frigorífica Swift-Deltec, presentó su renuncia al cargo.
El 22 de octubre de 1976, en plena dictadura de Videla, fue secuestrado por un grupo armado junto a otro abogado. Fue liberado dos meses más tarde, tras el pago de 250 mil dólares de rescate; nunca se aclaró quién lo habría secuestrado: aunque en un primer momento fue acusada por el hecho la organización guerrillera Montoneros, otros autores creen que podría haber sido un grupo de delincuentes vinculados a una de las partes en un juicio por divorcio que estaba llevando adelante Quijano.
Falleció en Buenos Aires en la década de 1980.